# A Fülöp-szigetek hadereje
A Fülöp-szigetek hadereje a szárazföldi erőkből, a légierőből és a haditengerészetből áll.

## Fegyveres erők létszáma
- Aktív: 106 000 fő
- Tartalékos: 131 000 fő

## Szárazföldi erők
Létszám
66 000 fő
Állomány
- 24 gyalog dandár
- 8 tüzér osztály
- 1 közepes páncélos dandár
- 1 "Ranger" kisegítő ezred
- 5 műszaki zászlóalj
- Elnöki Biztosító Csoport

Felszerelés
- 40 db közepes harckocsi (Scorpion)
- 85 db páncélozott gyalogsági harcjármű
- 370 db páncélozott szállító jármű
- 240 db vontatott tüzérségi löveg

## Légierő
Létszám
16 000 fő
Állomány
- 1 vadászrepülő század
- 1 csapásmérő felderítő század
- 3 helikopteres század
- 3 szállító repülő század

Felszerelés
- 49 db harci repülőgép
- 37 db szállító repülőgép
- 2 db pilótanélküli repülőgép
- 67 db harci helikopter
- 10 db szállító helikopter

## Haditengerészet
Létszám
24 000 fő
Hadihajók
- 1 db fregatt
- 58 db járőrhajó
- 11 db vegyes feladatú hajó